# Liste der Flüsse in Kolumbien

Die größten Flüsse Kolumbiens

Dies ist eine Liste der Flüsse in Kolumbien. 

## Nach Einzugsgebiet
Kolumbien umfasst fünf Einzugsgebiete:
- Amazonas im Süden
- Orinoco im Osten
- Maracaibo-See im Nordosten
- Karibisches Meer im Norden
- Pazifischer Ozean im Westen

### Atlantischer Ozean

#### Amazonas

Einzugsgebiet des Amazonas in Kolumbien

- Amazonas
  - Rio Negro oder Río Guainía
    - Río Vaupés oder Rio Uaupés
      - Río Papuri
      - Río Querary

    - Río Içana oder Río Isana
      - Río Cuiari

    - Río Aquio oder caño Aque

  - Río Caquetá oder Rio Japurá
    - Río Apaporís
    - Río Miriti Paraná
    - Río Cahuinari
    - Río Yarí
    - Río Caguán
      - Río Guayas

    - Río Mecaya
    - Río Orteguaza

  - Río Putumayo oder Rio Içá
    - Río Cotuhé
    - Río Igara Paraná
    - Río Cara Paraná
    - Río San Miguel
    - Río Guamuéz

#### Orinoco

Einzugsgebiet des Orinoco in Kolumbien

- Orinoco
  - Río Arauca
  - Río Capanaparo
  - Río Meta
    - Río Casanare
      - Río Ariporo
      - Río Cravo Norte

    - Río Guachiría
    - Río Pauto
    - Río Cravo Sur
    - Río Cusiana
    - Río Manacacías
    - Río Metica
      - Río Guayuriba

  - Río Tomo
  - Río Tuparro
  - Río Vichada
  - Río Guaviare
    - Río Inírida
      - Río Papunáua

    - Río Arriari
      - Río Güejar

    - Río Guayabero
      - Río Duda

#### Maracaibo-See

Einzugsgebiet des Maracaibo-Sees

- Río Catatumbo
  - Río Zulia
    - Río Pamplonita

  - Río de Oro
  - Río Sardinata

#### Karibisches Meer

Einzugsgebiet des Karibischen Meeres in Kolumbien

- Río Mendihuaca
- Río Ranchería
- Río Fundación
- Río Magdalena
  - Río San Jorge
  - Río Cauca
    - Río Nechi
      - Río Medellín oder Río Porce

    - Río Otún
    - Río La Vieja
      - Río Quindío

    - Río Cali

  - Río Cesar
    - Río Ariguaní
    - Río Guatapurí

  - Río Lebrija
  - Río Sogamoso
    - Río Chicamocha
    - Río Suárez

  - Río Opón
  - Río Carare
  - Río Nare
  - Río Negro
  - Río Bogotá oder Río Funza
  - Río Sumapaz
  - Río Saldaña
  - Río Cabrera
  - Río Las Ceibas
  - Río Paez
- Río Sinú
- Río Mulatos
- Río Leon
- Río Atrato (früher Río Choco)
  - Río Salaquí
  - Río Sucio
  - Río Bojayá
  - Río Murrí

### Pazifischer Ozean
- Río Baudó
- Río San Juan
  - Río Condoto
  - Río Tatamá
  - Río Calima
- Río Dagua
- Río Yurumanguí
- Río Naya

Einzugsgebiet des Pazifischen Ozeans in Kolumbien

- Río San Juan de Micay oder Río Micay
- Río Patía
  - Río Telembí
  - Río Guáitara oder Río Carchi
  - Río Mayo
- Río Mira
  - Río Güiza
  - Río San Juan
  - Río Mataje